# Domingo Romera
Domingo Romera Alcázar (n. 26 mai 1936, Barcelona, Catalonia, Spania – d. 6 aprilie 2022, Sant Cugat del Vallès, Catalonia, Spania) a fost un om de afaceri și politician spaniol. Membru al Alianței Populare și mai târziu al Partidului Popular, a servit în Senatul Spaniei între 1984 și 1986 și în Parlamentul European între 1989 și 1994. A murit la Lleida pe 6 aprilie 2022, la vârsta de 85 de ani.